# Sitticus terebratus

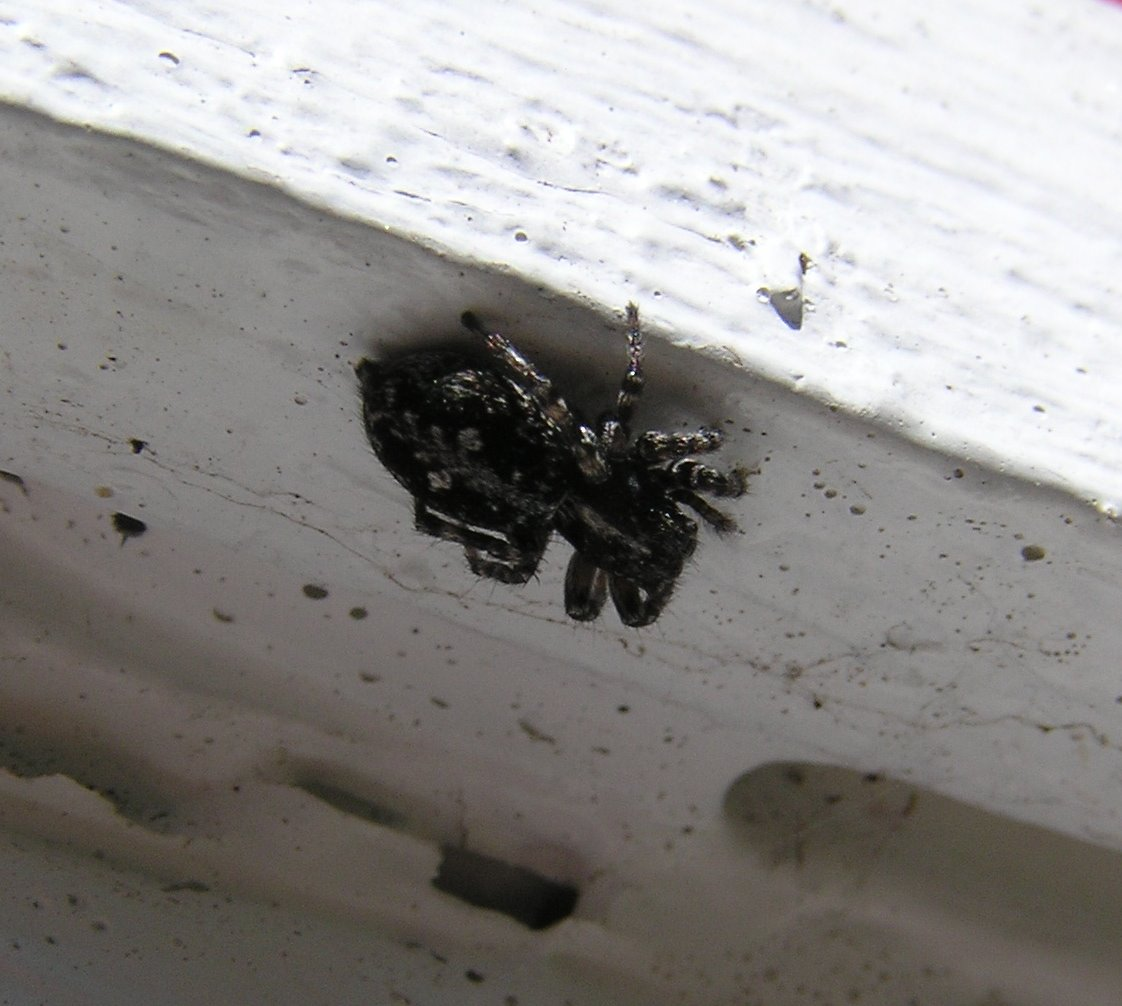
Sitticus terebratus

Sitticus terebratus là một loài nhện trong họ Salticidae. Chúng phân bố ở miền Cổ bắc.